# Miramella
Miramella is een geslacht van rechtvleugeligen uit de familie veldsprinkhanen (Acrididae). De wetenschappelijke naam van dit geslacht is voor het eerst geldig gepubliceerd in 1932 door Dovnar-Zapolskij.

## Soorten
Het geslacht Miramella omvat de volgende soorten:
- Miramella alpina Kollar, 1833
- Miramella carinthiaca Obenberger, 1926
- Miramella irena Fruhstorfer, 1921
- Miramella changbaishanensis Gong, Zheng & Lian, 1995
- Miramella rufipenne Chang, 1940
- Miramella shirakii Tinkham, 1936
- Miramella solitaria Ikonnikov, 1911
- Miramella splendida Tinkham, 1936